# Alexandre Rydin
Alexandre Rydin, né le 22 septembre 1939 à Lisbonne, est un musicien, compositeur et enseignant vaudois.

## Biographie
Alexandre Rydin est le fils d'une mère finlandaise et d'un père suédois. Depuis 1949, il habite en Suisse et s'installe à Lausanne en 1962. Alexandre Rydin fait ses études musicales au Conservatoire de musique de Genève puis, entre 1957 et 1958, reçoit les conseils de George Szell. En 1963, il obtient son diplôme de clarinette avec Robert Gugolz à Genève, puis en 1965 sa virtuosité au Conservatoire de Lausanne avec Robert Kemblinsky.
De 1963 à 1994, Alexandre Rydin enseigne la clarinette au Conservatoire de La Chaux-de-Fonds. En 1962, il fonde l'Institut Musica Viva à Lausanne pour l'enseignement de la musique aux enfants. De 1984 à 2000, il enseigne le solfège au Conservatoire de Lausanne. Comme compositeur, il reste attaché au respect de la tonalité et à la tradition néoclassique. Parmi les musiciens qui ont créé certaines de ses œuvres, citons Pierre-André Bovey, André Charlet, André Luy, Conrad Schmid et Frédéric Rapin. La classe de percussion du Conservatoire de Lausanne a en outre créé plusieurs de ses pièces pour timbales seules, pour marimba ou groupe de percussions. Les chefs Jean-Marc Grob et Hervé Klopfenstein ont également défendu ses partitions pour orchestre.
Naturalisé suisse en 1994, Alexandre Rydin a remis l'ensemble de son œuvre manuscrite et éditée à la Bibliothèque cantonale et universitaire - Lausanne en 2005.
Il compose également des pièces pour chœur, et est édité aux éditions A Cœur Joie à Lyon (France).

## Sources
- « Alexandre Rydin », sur la base de données des personnalités vaudoises sur la plateforme « Patrinum » de la Bibliothèque cantonale et universitaire de Lausanne.
- Matthey, Jean-Louis, Alexandre Rydin liste des oeuvres, Lausanne, Bibliothèque cantonale et universitaire, 2005, p. 7
- 24 Heures, 2007/02/28, p. 27